# Charles Manning Child
Charles Manning Child (Ypsilanti, 1869 – Palo Alto, 1954) è stato un biologo statunitense.
Docente all'università di Chicago, compì varie ed approfondite ricerche sugli organi sensori degli insetti e sulla rigenerazione degli anellidi.